# 고쿠라 D.C. 타워
고쿠라 D.C. 타워(일본어: 小倉D.C.タワー/小倉D.C.TOWER)는 후쿠오카현 기타큐슈시 고쿠라키타구에 위치하고 있는 초고층 아파트이다. 2011년 3월 5일 준공된 뒤로부터 후쿠오카현에서 가장 높은 건축물이었으나, 2016년 3월 25일 아이타워가 준공되기 전까지 후쿠오카현 내에서 가장 높은 건축물로 기록되었던 것으로 드러나고 있다. 총 가구수는 195호의 규모를 가지고 있으며, 이 건물에서는 1층은 주로 점포를 이용하고 있으며 2층에서 4층 사이에는 주차장을, 5층부터 41층까지는 분양 아파트를 이루고 있다. 또한 옥상에는 헬리포트가 별도로 설치되어 있어, 화재 및 테러 등 대형 재난 사고가 벌어질 때 신속히 대피시킬 수 있는 시설도 물론 갖추어져 있다.

## 주변 시설
- 리버워크 기타큐슈
- 니시닛폰 공업대학(일본어판)
- 옛 고쿠라현 청사

## 시공사
이 건물의 설계는 오바야시구미와 아즈사 설계가 전담하였고, 시공사 역시 오바야시구미가 전담되었다.